# Список членів Французької академії

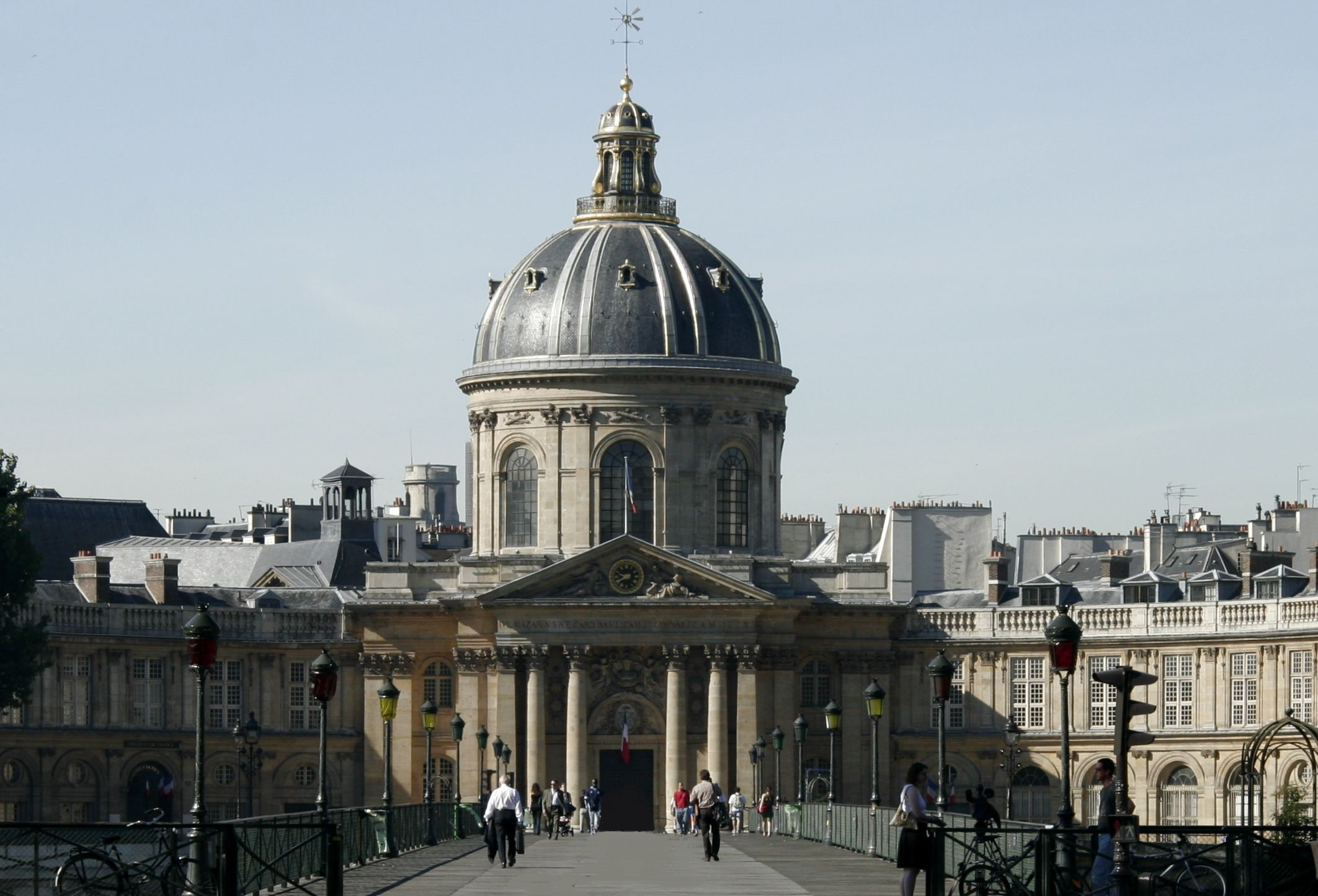
Інститут Франції — Французька академія на мості Мистецтв

Повний список членів Французької академії (фр. Académie française) за кріслами (фр. fauteille).
Новий член академії може обиратися лише на вакантне місце після смерті попередника, оскільки статус члена Французької академії є пожиттєвим.
Традиція була порушена лише декілька разів. Так 8 серпня 1793 року Національний конвент розпустив Французьку академію. Декретом від 23 плювіоза року XI за республіканським календарем (23 січня 1803 р.) Перший консул Наполеон Бонапарт приймає рішення відновити академію як другий клас (підрозділ) Інституту Франції. 21 березня 1816 року король Людовик XVIII повертає назву «Французька академія». Під час Реставрації 1803 року лише десять обраних членів академії повертаються на свої місця після розпуску 1793 року (Андре Морелле, Станіслас де Буфле, Анрі Карден д'Оґессо, Клод де Тіар де Біссі, Жан де Буажелен де Кюсе, Ґі Жан-Батист Тарже, Жак Делілль, Жан-Батист Антуан Сюар, Жан-Франсуа Дюсі та Арман де Роклор).
Від часу заснування в 1635 році 742 осіб було обрано членами Французької академії.

## Крісло 1
1. П'єр Сег'є (фр. Pierre Séguier), 1635–1643, політик і юрист
2. Клод Базен де Безон (Claude Bazin de Bezons), 1643–1684, юрист
3. Нікола Буало Депрео (Nicolas Boileau-Despréaux), 1684–1711, поет
4. Жан д'Естре (Jean d'Estrées), 1711–1718, священник і політик
5. Марк Рене д'Аржансон (Marc-René d'Argenson), 1718–1721, політик
6. Жан Жозеф Ланге де Жержі (Jean-Joseph Languet de Gergy), 1721–1753, священник
7. Жорж-Луї Леклерк де Бюффон (George-Louis Leclerc, comte de Buffon), 1753–1788, природознавець
8. Фелікс Вік д'Азір (Félix Vicq-d'Azyr), 1788–1794, лікар
9. Франсуа Юрбен Домерг (François-Urbain Domergue), 1803–1810, граматик
10. Анж Франсуа Фарйо (Ange-François Fariau), 1810, поет і перекладач
11. Франсуа Огюст Парсеваль Гранмезон (François-Auguste Parseval-Grandmaison), 1811–1834, поет
12. Нарсіс Ашіль де Салванді (Narcisse-Achille de Salvandy), 1835–1856, політик й історик
13. Еміль Ож'є (Émile Augier), 1857–1889, поет і драматург
14. Шарль де Фресіне (Charles de Freycinet), 1890–1923, політик і фізик
15. Еміль Пікар (Émile Picard), 1924–1941, математик
16. Луї де Бройль (Louis de Broglie), 1944–1987, фізик і математик
17. Мішель Дебре (Michel Debré), 1988–1996, політик
18. Франсуа Фюре (François Furet), 1997, історик
19. Рене Ремон (René Rémond), 1998–2007, історик
20. Клод Дажан, 2008, священник

## Крісло 2
1. Валентен Конрар (Valentin Conrart), 1634–1675, поет і граматик
2. Туссен Роз (Toussaint Rose), 1675–1701, юрист
3. Луї де Сасі (Louis de Sacy), 1701–1727, юрист
4. Шарль де Монтеск'є (Charles de Secondat, baron de Montesquieu), 1728–1755, юрист і філософ
5. Жан Батіст де Вів'єн Шатобрен (Jean-Baptiste de Vivien de Châteaubrun), 1755–1775, поет і драматург
6. Франсуа Жан де Шатлю (François-Jean de Chastellux), 1775–1788, музикант
7. Емар Шарль Марі де Ніколай (Aimar-Charles-Marie de Nicolaï), 1788–1794, юрист
8. Франсуа де Нефшато (François de Neufchâteau), 1803–1828, політик і філолог
9. П'єр Антуан Лебрен (Pierre-Antoine Lebrun), 1828–1873, політик і поет
10. Александр Дюма (син) (Alexandre Dumas, fils), 1874–1895, драматург і прозаїк
11. Андре Тер'є (André Theuriet), 1896–1907, прозаїк і поет
12. Жан Рішпен (Jean Richepin), 1908–1926, поет і прозаїк
13. Еміль Маль (Émile Mâle), 1927–1954, історик мистецтва
14. Франсуа Альбер Буїсон (François Albert-Buisson), 1955–1961, юрист і політик
15. Марк Боеньє (Marc Boegner), 1962–1970, священник і теолог
16. Рене де Катрі (René de Castries), 1972–1986, історик
17. Андре Фросар (André Frossard), 1987–1995, есеїст і журналіст
18. Ектор Б'янчотті (Hector Bianciotti), 1996-2012, прозаїк
19. Дані Лаферр'єр (Dany Laferrière), з 2013, прозаїк

## Крісло 3
1. Жак де Серізе (Jacques de Serisay), 1634–1653, поет
2. Поль Філіпп де Шомон (Paul-Philippe de Chaumont), 1654–1697, священник
3. Луї Кузен (Louis Cousin), 1697–1707, історик і журналіст
4. Жак-Луї де Валон, маркіз де Мімер (Jacques-Louis de Valon, marquis de Mimeure) 1707–1719, поет і перекладач
5. Нікола Гедіон (Nicolas Gédyon) 1719–1744, священник
6. Франсуа-Жоашен де П'єр де Берні (François-Joachim de Pierre de Bernis), 1744–1794, священник
7. Рош-Амбруаз Кюкюрон Сікар (Roch-Ambroise Cucurron Sicard), 1803–1822, священник і граматик
8. Дені Люк Фресіну (Denis-Luc Frayssinous), 1822–1841, священник
9. Етьєн Дені Паск'є (Étienne-Denis Pasquier), 1842–1862, політик
10. Жуль Арман Дюфор (Jules Armand Dufaure), 1863–1881, політик і юрист
11. Віктор Шербюльє (Victor Cherbuliez), 1881–1899, прозаїк
12. Еміль Фоже (Émile Fauget), 1900–1916, літературний критик й історик
13. Жорж Клемансо (Georges Clemenceau), 1918–1929, політик і лікар
14. Андре Шоме (André Chaumeix), 1930–1955, журналіст і критик
15. Жером Каркопіно (Jérôme Carcopino), 1955–1970, історик і археолог
16. Роже Каюа (Roger Caillois), 1971–1978, есеїст і соціолог
17. Марґеріт Юрсенар (Marguerite Yourcenar), 1980–1987, прозаїк і есеїст, перша жінка-академік.
18. Жан-Дені Бреден (Jean-Denis Bredin), 1989-2021, юрист і есеїст

## Крісло 4
1. Жан Демаре (Jean Desmarets), 1634–1676, поет і прозаїк
2. Жан Жак де Мем (Jean-Jacques de Mesmes), 1676–1688, юрист
3. Жан Тестю де Моруа (Jean Testu de Mauroy), 1688–1706, священник
4. Каміль Ле Тельє де Лувуа (Camille Le Tellier de Louvois), 1706–1718, священник
5. Жан Батіст Масійон (Jean-Baptiste Massillon), 1718–1742, священник
6. Луї-Жуль Манчіні-Мазаріні (Louis-Jules Mancini-Mazarini, Duc de Nivernais), 1742–1798, політик і поет
7. Габріель Марі Легуве (Gabriel-Marie Legouvé), 1803–1812, поет
8. Александар Венсан Піно Дюваль (Alexandre-Vincent Pineux Duval), 1812–1842, поет і драматург
9. П'єр-Сімон Баланш (Pierre-Simon Ballanche), 1842–1847, філософ
10. Жан Вату (Jean Vatout), 1848, поет
11. Алексіс Гіньяр, граф де Сен Прі (Alexis Guignard, comte de Saint Priest), 1849–1851, політик й історик
12. Антуан П'єр Берієр (Antoine Pierre Berryer), 1852–1868, юрист
13. Франсуа Жозеф де Шампаньї (François-Joseph de Champagny), 1869–1882, історик
14. Шарль де Мазад (Charles de Mazade), 1882–1893, поет і критик
15. Жозе Марія де Ередіа (José María de Heredia), 1894–1905, поет
16. Моріс Баре (Maurice Barrès), 1906–1923, прозаїк і політик
17. Луї Бертран (Louis Bertrand), 1925–1941, прозаїк й історик
18. Жан Таро (Jean Tharaud), 1946–1952, прозаїк
19. Альфонс Жуен (Alphonse Juin), 1952–1967, військовоначальник
20. П'єр Емануель (Pierre Emmanuel), 1968–1984, поет
21. Жан Амбурже (Jean Hamburger), 1985–1992, лікар і есеїст
22. Альбер Кардінал Декуртре (Albert Cardinal Decourtray), 1993–1994, священник
23. Жан Марі Люстіже (Jean-Marie Lustiger), 1995–2007, священник
24. Жан-Люк Маріон (Jean-Luc Marion), обраний у 2008, філософ

## Крісло 5
1. Жан Ож'є де Гомбо (Jean Ogier de Gombauld), 1634–1666, поет і драматург
2. Поль Таллеман Молодший (Paul Tallement le Jeune), 1666–1712, священник, письменник
3. Антуан Данше (Antoine Danchet), 1712–1748, драматург і поет
4. Жан Батіст Луї Гресе (Jean-Baptiste-Louis Gresset), 1748–1777, драматург
5. Клод Франсуа Зав'є Мійо (Claude-François-Xavier Millot), 1777–1785, священник
6. Андре Мореле (André Morellet), 1785–1819, священник
7. П'єр Едуар Лемонте (Pierre-Édouard Lémontey), 1819–1826, політик і юрист
8. Жозеф Фур'є (Joseph Fourier), (1826–1830), математик і фізик
9. Віктор Кузен (Victor Cousin), 1830–1867, політик і філософ
10. Жуль Фавр (Jules Favre), 1867–1880, політик і юрист
11. Едмон Рус (Edmond Rousse), 1880–1906, юрист
12. П'єр де Сегюр (Pierre de Ségur), 1907–1916, історик
13. Робер де Флер (Robert de Flers), 1920–1927, драматург і журналіст
14. Луї Мадлен (Louis Madelin), 1927–1956, історик
15. Робер Кан (Robert Kemp), 1956–1959, літературний і театральний критик
16. Рене Уїге (René Huyghe), 1960–1997, історик мистецтва і есеїст
17. Жорж Ведель (Georges Vedel), 1998–2002, юрист
18. Ассія Джебар (Assia Djebar), 2005-2015, прозаїк і перекладач
19. Андрей Макін (Andreï Makine), обраний 2016, ппрозаїк

## Крісло 6
1. Франсуа ле Метель де Буаробер (François le Métel de Boisrobert), 1634–1662, священник і поет
2. Жан Рено де Сегре (Jean Renaud de Segrais), 1662–1701, поет і прозаїк
3. Жан Гальбер де Каністрон (Jean Galbert de Campistron), 1701–1723, драматург
4. Філіпп Неріко Детуш (Philippe Néricault Destouches), 1723–1754, драматург і дипломат
5. Луї де Буасі (Louis de Boissy), 1754–1758, поет
6. Жан Батіст де Лакюрн де Сент Палей (Jean-Baptiste de Lacurne de Sainte-Palaye), 1758–1781, археолог
7. Себастьян Рош Нікола (Sébastien-Roch-Nicolas), 1781–1794, драматург і видавець
8. П'єр Луї Редере (Pierre-Louis Roederer), 1803–1835, політик і юрист
9. П'єр Марк Гастон де Леві (Pierre-Marc-Gaston de Lévis), 1816–1830, політик
10. Філіпп Поль де Сегюр (Philippe-Paul de Ségur), 1830–1873, дипломат й історик
11. Шарль де Вієль-Кастель (Charles de Viel-Castel), 1873–1887, дипломат
12. Едмон Жур'ян де ла Грав'єр (Edmond Jurien de la Gravière), 1888–1892, адмірал
13. Ернест Лавіс (Ernest Lavisse), 1892–1922, історик
14. Жорж де Порто-Ріш (Georges de Porto-Riche), 1923–1930, драматург і поет
15. П'єр Бенуа (Pierre Benoit), 1931–1962, прозаїк
16. Жан Полан (Jean Paulhan), 1963–1968, літературний критик і критик мистецтва
17. Ежен Йонеско (Eugène Ionesco), 1970–1994, драматург
18. Марк Фюмаролі (Marc Fumaroli), 1995-2020, історик і есеїст
19. Крістіан Жамбе (Christian Jambet), з 2024, філософ

## Крісло 7
1. Жан Шаплен (Jean Chapelain), 1634–1674, королівський радник
2. Ісак де Бансерад (Isaac de Benserade), 1674–1691, поет і драматург
3. Етьєн Павійон (Étienne Pavillon), 1691–1705, юрист і поет
4. Фабіо Брюлар де С'єрі (Fabio Brulart de Sillery), 1705–1714, священник і поет
5. Анрі Жак де ла Форс (Henri-Jacques de la Force, Duc de la Force), 1715–1726, економіст
6. Жан Батіст де Мірабо (Jean-Baptiste de Mirabaud), 1726–1760, перекладач
7. Клод Анрі Вателе (Claude-Henri Watelet), 1760–1786, маляр
8. Мішель Жан Седен (Michel-Jean Sedaine), 1786–1797, поет і драматург
9. Жан Франсуа Колен д'Арлевіль (Jean-François Collin d'Harleville), 1803–1806, драматург і поет
10. П'єр Дарю (Pierre Daru), 1806–1829, політик й історик
11. Альфонс де Ламартін (Alphonse de Lamartine), 1829–1869, політик і поет
12. Еміль Олів'є (Émile Ollivier), 1870–1913, політик і юрист
13. Анрі Бергсон (Henri Bergson), 1914–1941, філософ
14. Едуар ле Руа (Édouard le Roy), 1945–1954, філософ і математик
15. Анрі Петіо (Henri Petiot), 1955–1965, поет і прозаїк
16. П'єр-Анрі Сімон (Pierre-Henri Simon), 1966–1972, історик літератури і прозаїк
17. Андре Русен (André Roussin), 1973–1987, драматург
18. Жаклін Вормс де Ромії (Jacqueline Worms de Romilly), 1988-2010, філолог-антикознавець і есеїстка
19. Жуль Гоффман (Jules Hoffmann), обраний 2012, імунолог і цитолог, лауреат нобелівської премії з фізіології і медицини за 2011 рік.

## Крісло 8
1. Клод де Малевіль (Claude de Malleville), 1634–1647, поет
2. Жан Баледан (Jean Ballesdens), 1648–1675, юрист
3. Жеро де Кордамуа (Géraud de Cordemoy), 1675–1684, філософ й історик
4. Жан Луї Бержере (Jean-Louis Bergeret), 1684–1694, юрист
5. Шарль-Ірене Кастель де Сен-П'єр (Charles-Irénée Castel de Saint-Pierre), 1694–1743, священник
6. П'єр Луї Моро де Мопертюї (Pierre-Louis Moreau de Maupertuis), 1743–1759, астроном
7. Жан-Жак Лефран, маркіз де Помпіньян (Jean-Jacques Lefranc, marquis de Pompignan), 1759–1784, юрист і економіст
8. Жан Сіфрен Морі (Jean-Sifrein Maury), 1784 — виключено внаслідок реорганізації 1803 року, див. крісло 15, священник і політик
9. Мішель Луї Етьєн Реньо де Сен-Жан д'Анжелі (Michel-Louis-Étienne Regnaud de Saint-Jean d'Angély), 1803–1819, політик і юрист
10. П'єр-Симон Лаплас (Pierre-Simon Laplace), 1816–1827, політик і математик
11. П'єр Поль Руає-Колар (Pierre-Paul Royer-Collard), 1827–1845, політик
12. Шарль де Ремюса (Charles de Rémusat), 1846–1875, політик і філософ
13. Жуль Сімон (Jules Simon), 1875–1896, політик і філософ
14. Альбер де Мен (Albert de Mun), 1897–1914, політик і військовоначальник
15. Альфред Бодріяр (Alfred Baudrillart), 1918–1942, священник й історик
16. Октав Обрі (Octave Aubry), 1946–1946, історик і урядовець
17. Едуар Ерріо (Édouard Herriot), 1946–1957, політик й історик літератури
18. Жан Ростан (Jean Rostand), 1959–1977, біолог і філософ
19. Мішель Деон (Michel Déon), 1978-2016, прозаїк
20. Даніель Рондо (Daniel Rondeau), обраний 2019, прозаїк

## Крісло 9
1. Нікола Фаре (Nicolas Faret), 1634–1646, поет
2. П'єр Дю Ріє (Pierre Du Ryer), 1646–1658, драматург
3. Сезар д'Етре (César d'Estrées), 1658–1714, священник і політик
4. Віктор Марі д'Етре (Victor-Marie d'Estrées), 1715–1737, політик і військовоначальник
5. Шарль-Арман-Рене де Ла-Тремуай (Charles-Armand-René de la Trémoille), 1738–1741, аристократ
6. Арман де Роан-Субіс (Armand de Rohan-Soubise), 1741–1756, священник
7. Антуан де Мальвен де Монтазе (Antoine de Malvin de Montazet), 1756–1788, священник
8. Станісла де Буфлер (Stanislas de Boufflers), 1788–1815, поет
9. Луї П'єр Марі Франсуа Баур-Лорміян (Louis-Pierre-Marie-François Baour-Lormian), 1815–1854, поет і драматург
10. Франсуа Понсар (François Ponsard), 1855–1867, драматург
11. Жозеф Отран (Joseph Autran), 1868–1877, поет
12. Вікторіян Сарду (Victorien Sardou), 1877–1908, драматург
13. Марсель Прево (Marcel Prévost), 1909–1941, прозаїк
14. Еміль Анріо (Émile Henriot), 1945–1961, прозаїк і літературний критик
15. Жан Геенно (Jean Guéhenno), 1962–1978, есеїст і літературний критик
16. Ален Деко (Alain Decaux), 1979-2016, історик
17. Патрік Гренвіль, обраний 2018, прозаїк

## Крісло 10
1. Антуан Годо (Antoine Godeau), 1634–1672, священник і поет
2. Еспрі Флеш'є (Esprit Fléchier), 1672–1710, священник
3. Анрі де Немон (Henri de Nesmond), 1710–1727, священник
4. Жан Жак Амело де Шаю (Jean-Jacques Amelot de Chaillou), 1727–1749, політик
5. Шарль Луї Огюст Фуке де Бель-Іль (Charles-Louis-Auguste Fouquet de Belle-Isle), 1749–1761, політик і військовоначальник
6. Нікола Шарль Жозеф Трібле (Nicolas-Charles-Joseph Trublet), 1761–1770, священник
7. Жан Франсуа де Сен Ламбер (Jean-François de Saint-Lambert), 1770–1803, поет і філософ
8. Юґ Бернар Маре (Hugues-Bernard Maret), 1803–1839, політик і дипломат
9. Жозеф Лене (Joseph Lainé), 1816–1835, політик і юрист
10. Емануель Мерсьє Дюпаті (Emmanuel Mercier Dupaty), 1836–1851, поет і драматург
11. Альфред де Мюссе (Alfred de Musset), 1852–1857, драматург і поет
12. Віктор де Лапрад (Victor de Laprade), 1858–1883, поет
13. Франсуа Копе (François Coppée), 1884–1908, поет і прозаїк
14. Жан Екар (Jean Aicard), 1909–1921, поет і прозаїк
15. Каміль Жульєн (Camille Jullian), 1924–1933, історик і філолог
16. Леон Берар (Léon Bérard), 1934–1960, політик і юрист
17. Жан Гітон (Jean Guitton), 1961–1999, теолог і філософ
18. Флоранс Деле (Florence Delay), 2000-2025, прозаїк і драматург

## Крісло 11
1. Філіпп Абер (Philippe Habert), 1634–1638, поет
2. Жак Еспрі (Jacques Esprit), 1639–1678, політик
3. Жак Нікола Колбер (Jacques-Nicolas Colbert), 1678–1707, священник
4. Клод Франсуа Фрагіє (Claude-François Fraguier), 1707–1728, священник
5. Шарль д'Орлеан де Ротелен (Charles d'Orléans de Rothelin), 1728–1744, священник
6. Габріель Жірар (Gabriel Girard), 1744–1748, священник
7. Марк Рене де Воє де Польмі д'Аржансон (Marc-René de Voyer de Paulmy d'Argenson), 1748–1787, політик
8. Анрі Карден Жан Батіст д'Агесо (Henri-Cardin-Jean-Baptiste d'Aguesseau), 1787–1826, політик
9. Шарль Бріфо (Charles Brifaut), 1826–1857, поет і драматург
10. Жуль Сандо (Jules Sandeau), 1858–1883, прозаїк і драматург
11. Едмон Абу (Edmond About), 1884–1885), прозаїк і драматург
12. Леон Се (Léon Say), 1886–1896, політик і економіст
13. Альбер Вандаль (Albert Vandal), 1896–1910, історик
14. Дені Кошен (Denys Cochin), 1911–1922, політик
15. Жорж Гуайо (Georges Goyau), 1922–1939, історик
16. Поль Азар (Paul Hazard), 1940–1944, історик і філософ
17. Моріс Гарсон (Maurice Garçon), 1946–1967, юрист, прозаїк й історик
18. Поль Моран (Paul Morand), 1968–1976, дипломат, прозаїк, драматург і поет
19. Ален Перефіт (Alain Peyrefitte), 1977–1999, політик і дипломат
20. Габріель де Брольї (Gabriel de Broglie), обраний 2001, історик

## Крісло 12
1. Жермен Абер де Серізі (Germain Habert de Cérizy), 1634–1654, священник
2. Шарль Котен (Charles Cotin), 1655–1681, священник
3. Луї де Курсійон де Данго (Louis de Courcillon de Dangeau), 1682–1723, священник і політик
4. Шарль Жан Батіст Флорейо де Морвіль (Charles-Jean-Baptiste Fleureiau de Morville), 1723–1732, політик
5. Жан Терасон (Jean Terrasson), 1732–1750, священник і філософ
6. Клод де Тіяр де Бісі (Claude de Thiard de Bissy), 1750–1810, військовик
7. Жозеф Альфонс Еменар (Joseph-Alphonse Esménard), 1810–1811, політик
8. Шарль Лакретель Жен (Charles Lacretelle Jeune), 1811–1855, історик
9. Жан Батіст Біо (Jean-Baptiste Biot), 1856–1862, математик
10. Луї де Карне (Louis de Carné), 1863–1876, політик
11. Шарль Блан (Charles Blanc), 1876–1882, критик мистецтва
12. Едуар Паєрон (Édouard Pailleron), 1882–1899, поет і драматург
13. Поль Ервіє (Paul Hervieu), 1900–1915, novelist і драматург
14. Франсуа де Кюрель (François de Curel), 1918–1928, драматург
15. Шарль ле Гофік (Charles le Goffic), 1930–1932, прозаїк й історик
16. Абель Бонар (Abel Bonnard), 1932–1968, поет, прозаїк і політик
17. Жуль Ромен (Jules Romains), 1946–1972, прозаїк, драматург і поет
18. Жан д'Ормессон (Jean d'Ormesson), обраний 1973, прозаїк
19. Шанталь Тома (Chantal Thomas), обрана 2021, письменниця, філософ.

## Крісло 13
1. Клод-Гаспар Баше де Мезір'як (Claude-Gaspard Bachet de Méziriac), 1634–1638, граматик і математик
2. Франсуа Ла Мот ле Вайє (François de La Mothe-Le-Vayer), 1639–1672, критик, граматик і філософ
3. Жан Расін (Jean Racine), 1672–1699, драматург, математик, фізик і лікар
4. Жан Батіст Анрі де Валенкур (Jean-Baptiste-Henri de Valincour), 1699–1730, історіограф і адмірал
5. Жан-Франсуа Леріже де Ла Фай (Jean-François Leriget de La Faye), 1730–1731, політик
6. Проспер Жоліо де Кребійон (Prosper Jolyot de Crébillon), 1731–1762, драматург
7. Клод Анрі де Фісе де Вуазанон (Claude-Henri de Fusée de Voisenon), 1762–1775, священник, драматург і поет
8. Жан де Дьє Реймон Буажелен де Кісе (Jean de Dieu-Raymond Boisgelin de Cucé), 1776–1804, священник
9. Жан Батіст Дюро де ла Маль (Jean-Baptiste Dureau de la Malle), 1804–1807, перекладач
10. Луї Бенуа Пікар (Louis-Benoît Picard), 1807–1828, актор, поет, прозаїк і драматург
11. Антуан-Венсан Арно (Antoine-Vincent Arnault), 1829–1834, поет, байкар і драматург — див. також крісло 16
12. Ежен Скріб (Eugène Scribe), 1834–1861, драматург
13. Октав Фейє (Octave Feuillet), 1862–1890, прозаїк і драматург
14. П'єр Лоті (Pierre Loti), 1891–1923, прозаїк
15. Поль Альбер Бенар (Paul-Albert Besnard), 1924–1934, маляр і гравер
16. Луї Жіє (Louis Gillet), 1935–1943, історик мистецтва і літератури
17. Поль Клодель (Paul Claudel), 1946–1955, поет, драматург, прозаїк і дипломат
18. Владімір д'Ормесон (Wladimir d'Ormesson), 1956–1973, політик, історик і прозаїк
19. Моріс Шуман (Maurice Schumann), 1974–1998, політик, есеїст, журналіст, прозаїк й історик
20. П'єр Месме (Pierre Messmer), 1999–2007, урядовець і політик
21. Сімона Вейль (Simone Veil) 2008-2017, адвокат, політик
22. Мауріціо Серра (з 2020) — дипломат, історик. Перший італієць у Французькій академії.

## Крісло 14
1. Франсуа Менар (François Maynard), 1634–1646, юрист і поет
2. П'єр Корнель (Pierre Corneille), 1647–1684, драматург і юрист
3. Томас Корнель (Thomas Corneille), 1684–1709, драматург
4. Антуан Удар де Ла Мот (Antoine Houdar de La Motte), 1710–1731, драматург
5. Мішель Сельс Роже де Бюсі-Рабютен (Michel-Celse-Roger de Bussy-Rabutin), 1732–1736, священник
6. Етьєн Лорео де Фонсемань, (Étienne Lauréault de Foncemagne) 1736–1779, священник
7. Мішель Поль Гі де Шабанон (Michel-Paul-Gui de Chabanon), 1779–1792, драматург
8. Жак Андре Нежеон (Jacques-André Naigeon), 1803–1810, енциклопедист
9. Непомюсен Лемерсьє (Népomucène Lemercier), 1810–1840, поет і драматург
10. Віктор Гюго (Victor Hugo), 1841–1885, поет, прозаїк і драматург
11. Шарль Леконт де Ліль (Charles Leconte de Lisle), 1886–1894, поет і драматург
12. Анрі Усе (Henry Houssaye), 1894–1911, історик і прозаїк
13. Луї Юбер Ліоте (Louis-Hubert Lyautey), 1912–1934, військовоначальник
14. Луї Франше д'Епере (Louis Franchet d'Espèrey), 1934–1942, політик і військовоначальник
15. Робер д'Аркур (Robert d'Harcourt), 1946–1965, історик літератури й есеїст
16. Жан Мітле (Jean Mistler), 1966–1988, прозаїк, есеїст, історик літератури, музичний критик і політик
17. Елен Каррер д'Анкос (Hélène Carrère d'Encausse), 1990-2023, історик[2]

## Крісло 15
1. Гійом Ботрі (Guillaume Bautru), 1634–1665, політик
2. Жак Тестю де Бельваль (Jacques Testu de Belval), 1665–1706, священник і поет
3. Франсуа Жозеф де Бопуал де Сент Олер (François-Joseph de Beaupoil de Sainte-Aulaire), 1706–1742, військовоначальник і поет
4. Жан Жак Дорту де Меран (Jean-Jacques Dortous de Mairan), 1743–1771, фізик і математик
5. Франсуа Арно (François Arnaud), 1771–1784, священник
6. Ґі Жан Батіст Тарже (Gui-Jean-Baptiste Target), 1785–1806, юрист
7. Жан Сіфрен Морі (Jean-Sifrein Maury), 1806- виключений в 1816, священник і політик; див. також крісло 8
8. Франсуа Зав'є Марк Антуан де Монтеск'ю-Фезансак (François-Xavier-Marc-Antoine de Montesquiou-Fézensac), 1816–1832, священник і політик
9. Антуан Же (Antoine Jay), 1832–1854, політик
10. Юстазад Сілвестр де Сасі (Ustazade Silvestre de Sacy), 1854–1879, літературний критик
11. Ежен Лабіш (Eugène Labiche), 1880–1888, драматург і прозаїк
12. Анрі Мельяк (Henri Meilhac), 1888–1897, драматург
13. Анрі Лаведан (Henri Lavedan), 1898–1940, драматург і прозаїк
14. Ерне Сельєр (Ernest Seillière), 1946–1955, історик літератури і філософії, есеїст
15. Андре Шамсон (André Chamson), 1956–1983, прозаїк, есеїст й історик
16. Фернан Бродель (Fernand Braudel), 1984–1985, історик цівілізації
17. Жак Лоран (Jacques Laurent), 1986–2000, прозаїк, есеїст і журналіст
18. Фредерік Віту (Frédéric Vitoux), обраний 2001, літератор і журналіст

## Крісло 16
1. Жан Сірмон (Jean Sirmond), 1634–1649, історіограф
2. Жан де Монтерель (Jean de Montereul), 1649–1651, священник
3. Франсуа Тальман Лене (François Tallemant l'Aîné), 1651–1693, священник
4. Сімон де ла Лубер (Simon de la Loubère), 1693–1729, дипломат і поет
5. Клод Сальє (Claude Sallier), 1729–1761, священник і філолог
6. Жан Жуль дю Коетлоске (Jean-Gilles du Coëtlosquet), 1761–1784, священник
7. Ан-П'єр де Монтеск'ю-Фезансак (Anne-Pierre de Montesquiou-Fézensac), 1784–1798, політик
8. Антуан-Венсан Арно (Antoine-Vincent Arnault), 1803, виключений 1816 р., переобраний 1829 р. див. крісло 13, поет, байкар і драматург
9. Арман Емануель дю Плесі (Armand-Emmanuel du Plessis, Duc de Richelieu), 1816–1822, політик
10. Бон Жозеф Дасьє (Bon-Joseph Dacier), 1822–1833, філолог
11. П'єр Франсуа Тіссо (Pierre-François Tissot), 1833–1854, поет й історик
12. Фелікс Дюпанлу (Félix Dupanloup), 1854–1878, священник
13. Едм Арман Гастон д'Одіфре Паск'є (Edme-Armand-Gaston d'Audiffret-Pasquier), 1878–1905, політик
14. Александар Рібо (Alexandre Ribot), 1906–1923, політик, юрист
15. Анрі Робер (Henri Robert), 1923–1936, юрист й історик
16. Шарль Мора (Charles Maurras), 1938, формально не виключений, але його крісло «проголошено вакантним» 1945 р. через колаборацію, журналіст, політик, есеїст і поет
17. Антуан де Леві Мірпуа (Antoine de Lévis Mirepoix), 1953–1981, прозаїк, історик і есеїст
18. Леопольд Седар Сенгор (Léopold Sédar Senghor), 1983–2001, голова держави Сенегал, політик, поет і есеїст
19. Валері Жіскар д'Естен (Valéry Giscard d'Estaing), обраний 2003, колишній президент Франції
20. Рафаель Ґаяр (Raphaël Gaillard), французький лікар, психіатр і письменник. З 2024 року

## Крісло 17
1. Франсуа де Ковіньї де Коломбі (François de Cauvigny de Colomby), 1634–1649, поет
2. Франсуа Трістан Лерміт (François Tristan l'Hermite), 1649–1655, драматург і поет
3. Іпполіт-Жуль Піле де Ла Менардьєр (Hippolyte-Jules Pilet de La Mesnardière), 1655–1663, критик, поет й історик
4. Франсуа-Онора де Бов'єр (François-Honorat de Beauvilliers, duc de Saint-Aignan), 1663–1687, військовоначальник
5. Франсуа-Тімолеон де Шуасі (François-Timoléon de Choisy), 1687–1724, священник
6. Антуан Портель (Antoine Portail), 1724–1736, політик
7. П'єр Клод Нівель де Ла Шосе (Pierre-Claude Nivelle de La Chaussée), 1736–1754, драматург
8. Жан П'єр де Бугенвіль (Jean-Pierre de Bougainville), 1754–1763, історик
9. Жан Франсуа Мармонтель (Jean-François Marmontel), 1763–1799, філософ і есеїст
10. Луї Марслен де Фонтан (Louis-Marcelin de Fontanes), 1803–1821, політик, поет і журналіст
11. Абель-Франсуа Вільмен (Abel-François Villemain), 1821–1870, політик і літературний критик
12. Еміль Літтре (Émile Littré), 1871–1881, філолог і філософ, упорядник «Словника Літтре».
13. Луї Пастер (Louis Pasteur), 1881–1895, хімік і біолог
14. Гастон Парі (Gaston Paris), 1896–1903, філолог й історик літератури
15. Фредерік Масон (Frédéric Masson), 1903–1923, історик
16. Жорж Леконт (Georges Lecomte), 1924–1958, прозаїк, есеїст, критик мистецтва й історик
17. Жан Деле (Jean Delay), 1959–1987, психіатр, есеїст і літератор
18. Жак-Ів Кусто (Jacques-Yves Cousteau), 1988–1997, океанограф, режисер, оператор і есеїст
19. Ерік Орсенна (Érik Orsenna), обраний 1998 р., політик і прозаїк

## Крісло 18
1. Жан Бодуан (Jean Baudoin), 1634–1650, правник і філософ
2. Франсуа Шарпантьє (François Charpentier), 1650–1702, прозаїк
3. Жан Франсуа де Шаміяр (Jean-François de Chamillart), 1702–1714, священник
4. Клод Луї Ектор де Вілар (Claude-Louis-Hector de Villars), 1714–1734, політик і військовоначальник
5. Оноре Арман де Віяр (Honoré-Armand de Villars), 1734–1770, політик
6. Етьєн Шарль де Ломені де Брієн (Étienne-Charles de Loménie de Brienne), 1770–1794, священник, політик і філософ
7. Жан Жерар Лакюе де Сесак (Jean-Gérard Lacuée de Cessac), 1803–1841, політик
8. Алексіс де Токвіль (Alexis de Tocqueville), 1841–1859, політик
9. Анрі Лакордер (Henri Lacordaire), 1860–1861, священник
10. Альбер де Бройлі (Albert de Broglie), 1862–1901, політик, дипломат й історик
11. Мелшіор де Вогюе (Melchior de Vogüé), 1901–1916, археолог й історик
12. Фердинанд Фош (Ferdinand Foch), 1918–1929, воєначальник
13. Філіпп Петен (Philippe Pétain), 1929–1951, військовоначальник
14. Андре Франсуа Понсе (André François-Poncet), 1952–1978, політик і дипломат
15. Едгар Фор (Edgar Faure), 1978–1988, політик й історик
16. Мішель Серр (Michel Serres), обраний 1990, філософ

## Крісло 19
1. Франсуа де Поршер Дарбо (François de Porchères d'Arbaud), 1634–1640, поет
2. Олів'є Патрі (Olivier Patru), 1640–1681, юрист
3. Нікола Потьє де Новіон (Nicolas Potier de Novion), 1681–1693, юрист
4. Філіпп Гуабо Дюбуа (Philippe Goibaud-Dubois), 1693–1694, перекладач
5. Шарль Буало (Charles Boileau), 1694–1704, священник
6. Гаспар Абей (Gaspard Abeille), 1704–1718, священник
7. Нікола Юбер де Монґо (Nicolas-Hubert de Mongault), 1718–1746, священник
8. Шарль Піно Дюкло (Charles Pinot Duclos), 1746–1772, граматик й історик
9. Нікола Бозе (Nicolas Beauzée), 1772–1789, граматик
10. Жан Жак Бартелемі (Jean-Jacques Barthélemy), 1789–1795, священник
11. Марі Жозеф Шеньє (Marie-Joseph Chénier), 1803–1811, поет і драматург
12. Франсуа Рене де Шатобріан (François-René de Châteaubriand), 1811–1848, поет і прозаїк
13. Поль де Ноей (Paul de Noailles), 1849–1885, історик
14. Едуар Ерве (Édouard Hervé), 1886–1899, політик
15. Поль Дешанель (Paul Deschanel), 1899–1922, політик
16. Огюст Жонар (Auguste Jonnart), 19 23–1927, політик, урядовець і дипломат
17. Моріс Палеолог (Maurice Paléologue), 1928–1944, дипломат й історик
18. Шарль де Шамбрен (Charles de Chambrun), 1946–1952, дипломат
19. Фернан Грег (Fernand Gregh), 1953–1960, поет, літературний критик й історик
20. Рене Клер (René Clair), 1960–1981, кінорежисер і літератор
21. П'єр Муано (Pierre Moinot), 1982–2007, урядовець і прозаїк
22. Жан-Лу Дабаді[fr] з 2008, драматург, сценарист
23. Сільвіана Аґасінскі (Sylviane Agacinski) з 2023, філософиня

## Крісло 20
1. Поль Е дю Шастле (Paul Hay du Chastelet), 1634–1636, юрист
2. Нікола Перо д'Абланкур (Nicolas Perrot d'Ablancourt), 1637–1664, перекладач
3. Роже де Бюсі-Рабютен (Roger de Bussy-Rabutin), 1665–1693, прозаїк
4. Жан Поль Біньон (Jean-Paul Bignon), 1693–1743, священник
5. Арман Жером Біньон (Armand-Jérôme Bignon), 1743–1772, політик
6. Луї Жорж де Брекіньї (Louis-Georges de Bréquigny), 1772–1795, історик
7. Понс Дені Екушар-Лебрен (Ponce-Denis Écouchard-Lebrun), 1803–1807, поет
8. Франсуа Жюст Марі Ренуар (François-Juste-Marie Raynouard), 1807–1836, юрист, поет і драматург
9. Франсуа Огюст Міньє (François-Auguste Mignet), 1836–1884, історик
10. Віктор Дюруї (Victor Duruy), 1884–1894, політик й історик
11. Жуль Леметр (Jules Lemaître), 1895–1914, драматург і критик
12. Анрі Бордо (Henry Bordeaux), 1919–1963, юрист і письменник
13. Тьєрі Мольньє (Thierry Maulnier), 1964–1988, журналіст і драматург
14. Жозе Кабаніс (José Cabanis), 1990–2000, юрист і літератор
15. Анжело Рінальді (Angelo Rinaldi), 2001-2025, літератор

## Крісло 21
1. Марен ле Рой де Гонервіль (Marin le Roy de Gomberville), 1634–1674, прозаїк
2. П'єр Даніель Юе (Pierre Daniel Huet), 1674–1721, священник
3. Жан Буавен ле Каде (Jean Boivin le Cadet), 1721–1726, професор
4. Поль Іпполіт де Бовієр (Paul-Hippolyte de Beauvilliers, Duc de Saint-Aignan), 1726–1776, політик
5. Шарль П'єр Колардо (Charles-Pierre Colardeau), 1776, поет і драматург
6. Жан-Франсуа де Ла Арп (Jean-François de la Harpe), 1776–1803, поет, драматург і критик
7. П'єр Луї Лакретель Лене (Pierre-Louis Lacretelle l'Aîné), 1803–1824, юрист
8. Франсуа Зав'є Жозеф Дро (François-Xavier-Joseph Droz), 1824–1850, філософ й історик
9. Шарль де Монталамбер (Charles de Montalembert), 1851–1870, філософ
10. Анрі д'Орлеан (Henri d'Orléans, Duc d'Aumale), 1871–1897, військовоначальник, політик й історик
11. Ежен Гійом (Eugène Guillaume), 1898–1905, ваяр
12. Етьєн Ламі (Étienne Lamy), 1905–1919, есеїст, політик і юрист
13. Андре Шеврійон (André Chevrillon), 1920–1957, есеїст, історик літератури і критик
14. Марсель Ашар (Marcel Achard), 1959–1974, письменник і журналіст
15. Фелісьян Марсо (Félicien Marceau), 1975-2012, драматург, прозаїк, есеїст і журналіст
16. Ален Фінкелькраут (Alain Finkielkraut) з 2014, філософ

## Крісло 22
1. Марк-Антуан Жирар де Сент-Аман (Marc-Antoine Girard de Saint-Amant), 1634–1661, поет
2. Жак Касань (Jacques Cassagne), 1662–1679, священник і поет
3. Луї де Вержі (Louis de Verjus, Comte de Crécy), 1679–1709, політик
4. Жан Антуан де Меме (Jean-Antoine de Mesmes), 1710–1723, юрист
5. П'єр Жозеф Аларі (Pierre-Joseph Alary), 1723–1770, священник
6. Габріель Анрі Гаяр (Gabriel-Henri Gaillard), 1771–1806, священник, історик, журналіст і лінгвіста
7. Луї-Філіпп де Сеґюр (Louis-Philippe de Ségur), 1803–1830, дипломат, історик, поет і драматург
8. Жан Пон Гійом Вієне (Jean-Pons-Guillaume Viennet), 1830–1868, політик, поет і драматург
9. Жозеф Досонвіл (Joseph d'Haussonville), 1869–1884, політик і дипломат
10. Лідовик Алеві (Ludovic Halévy), 1834–1908, драматург, лібретіста і прозаїк
11. Ежен Бріє (Eugène Brieux), 1909–1932, драматург
12. Франсуа Моріак (François Mauriac), 1933–1970, письменник, есеїст і літературний критик
13. Жульєн Грін (Julien Green), 1971–1998, прозаїк і драматург
14. Рене де Обальдія, (René de Obaldia), 1999-2022, поет і драматург

## Крісло 23
1. Гійом Колете (Guillaume Colletet), 1634–1659, юрист і драматург
2. Жуль Буало (Gilles Boileau), 1659–1669, поет
3. Жан де Монтіньї (Jean de Montigny), 1670–1671, священник і поет
4. Шарль Перро (Charles Perrault), 1671–1703, поет
5. Арман-Гастон-Максіміліан де Руан (Armand-Gaston-Maximilien de Rohan), 1703–1749, священник і політик
6. Луї-Гі де Герапен де Вореаль (Louis-Gui de Guérapin de Vauréal), 1749–1760, священник і політик
7. Шарль-Марі де ла Кондамін (Charles-Marie de la Condamine), 1760–1774, істражівач
8. Жак Деліл (Jacques Delille), 1774–1813, священник і поет
9. Франсуа-Нікола-Венсан Кампенон (François-Nicolas-Vincent Campenon), 1813–1843, поет
10. Марк Жірарден (Marc Girardin), 1844–1873, політик і літературний критик
11. Альфред Мезієр (Alfred Mézières), 1874–1915, історик літератури, есеїст, політик
12. Рене Болев (René Boylesve), 1918–1926, прозаїк і поет
13. Абел Ерман (Abel Hermant), 1927–1950, письменник, есеїст і журналіст
14. Етьєн Жульсон (Étienne Gilson), 1946–1978, філософ
15. Анрі Гує (Henri Gouhier), 1979–1994, філософ і літературний критик
16. П'єр Розенберг (Pierre Rosenberg), обраний 1995, історик мистецтва і есеїст

## Крісло 24
1. Жан Сілон (Jean Silhon), 1634–1667, політик
2. Жан-Батіст Кольбер (Jean-Baptiste Colbert), 1667–1683, політик
3. Жан де ла Фонтен (Jean de la Fontaine), 1684–1695, поет
4. Жуль де Клерамбо (Jules de Clérambault), 1695–1714, священник
5. Гийом Масьє (Guillaume Massieu), 1714–1722, священник
6. Клод Франсуа Александар Утвіль (Claude-François-Alexandre Houtteville), 1722–1742, священник
7. П'єр Карле де Шамблен де Маріво (Pierre Carlet de Chamblain de Marivaux), 1742–1763, літератор і драматург
8. Клод Франсуа Лісард де Радонвільє (Claude-François Lysarde de Radonvilliers), 1763–1789, священник
9. Константен Франсуа де Шасбеф (Constantin-François de Chassebœuf, Comte de Volney), 1803–1820, філософ
10. Клод Емануель де Пасторе (Claude-Emmanuel de Pastoret), 1820–1840, політик, юрист і поет
11. Луї де Бопой (Louis de Beaupoil, Comte de Sainte-Aulaire), 1841–1854, політик
12. Віктор де Бройлі (Achille Léonce Victor Charles, duc de Broglie), 1855–1870, політик
13. Проспер Дюверж'є де Оран (Prosper Duvergier de Hauranne), 1870–1881, політик
14. Арман Прюдом (Armand Prudhomme), 1881–1907, поет і есеїст
15. Анрі Пуанкаре (Henri Poincaré), 1908–1912, математик, астроном, інженер і філософ
16. Альфред Капі (Alfred Capus), 1914–1922, драматург, журналіст і есеїст
17. Едуар Естоньє (Édouard Estaunié), 1923–1942, письменник та інженер
18. Луї Пастер Валері Радо (Louis-Pasteur Vallery-Radot), 1944–1970, лікар
19. Етьєн Вольф (Étienne Wolff), 1971–1996, біолог
20. Жан-Франсуа Ревель (Jean-François Revel), 1997–2006, історик і есеїст
21. Макс Галло (Max Gallo), 2007–2017, журналіст і літератор
22. Франсуа Сюро (François Sureau) обраний 2020, адвокат, державний службовець, письменник.

## Крісло 25
1. Клод де л'Етуаль (Claude de L'Estoile), 1634–1652, драматург і поет
2. Арман дю Камбу де Куален (Armand de Camboust, duc de Coislin), 1652–1702, полководець
3. П'єр дю Камбу де Куален (Pierre de Camboust, duc de Coislin), 1702–1710, аристократ
4. Анрі-Шарль дю Камбу де Куален (Henri-Charles du Camboust de Coislin), 1710–1732, священник
5. Жан-Батіст Сіріян (Jean-Baptiste Surian), 1733–1754, священник
6. Жан ле Рон д'Аламбер (Jean le Rond d'Alembert), 1754–1783, філософ і математик
7. Марі-Габріель-Флоран-Огюст де Шуасель-Гуф'є (Marie-Gabriel-Florent-Auguste de Choiseul-Gouffier), 1783, виключено внаслідок реорганізації 1803, письменник, біограф
8. Жан-Етьєн-Марі Порталі (Jean-Étienne-Marie Portalis), 1803–1807, політик, філософ і юрист
9. П'єр Ложон (Pierre Laujon), 1807–1811, поет
10. Шарль-Гійом Етьєн (Charles-Guillaume Étienne), 1811–1816. Мандат припинено декретом; див. також Крісло 32, поет і драматург
11. Марі-Габріель-Флоран-Огюст де Шуасель-Гуф'є (Marie-Gabriel-Florent-Auguste de Choiseul-Gouffier), (поновлений у), 1816–1817
12. Жан Луї Лая (Jean-Louis Laya), 1817–1833, поет і драматург
13. Шарль Нодьє (Charles Nodier), 1833–1844, прозаїк, поет і граматик
14. Проспер Меріме (Prosper Mérimée), 1844–1870, письменник
15. Луї де Ломені (Louis de Loménie), 1871–1878, есеїст
16. Іполіт Тен (Hippolyte Taine), 1878–1893, есеїст й історик
17. Альбер Сорель (Albert Sorel), 1894–1906, історик
18. Моріс Доне (Maurice Donnay), 1907–1945, драматург
19. Марсель Паньоль (Marcel Pagnol), 1946–1974, письменник, драматург та кінорежисер
20. Жан Бернар (Jean Bernard), 1976–2006, лікар
21. Домінік Фернандес (Dominique Fernandez), обраний 2007, літератор і літературний критик

## Крісло 26
1. Амабль де Бурзе (Amable de Bourzeys), 1634–1672, священник і вчений
2. Жан Галуа (Jean Gallois), 1672–1707, священник
3. Едм Монжен (Edme Mongin), 1707–1746, священник
4. Жан-Іньас де ла Віль (Jean-Ignace de la Ville), 1746–1774, священник і дипломат
5. Жан-Батіст-Антуан Сюар (Jean-Baptiste-Antoine Suard), 1774–1817, есеїст
6. Франсуа Роже (François Roger), 1817–1842, поет і драматург
7. Анрі Патен (Henri Patin), 1842–1876, професор
8. Гастон Буасьє (Gaston Boissier), 1876–1908, історик і філолог
9. Рене Думік (René Doumic), 1909–1937, есеїст, історик літератури і критик
10. Андре Моруа (André Maurois), 1938–1967, прозаїк, есеїст, історик літератури і критик
11. Марсель Арлан (Marcel Arland), 1968–1986, прозаїк, есеїст, історик літератури і критик
12. Жорж Дюбі (Georges Duby), 1987–1996, історик
13. Жан-Марі Руар (Jean-Marie Rouart), обраний 1997, прозаїк і есеїст

## Крісло 27
1. Абел Сервіан (Abel Servien), 1634–1659, політик
2. Жан-Жак Ренуар де Вілає (Jean-Jacques Renouard de Villayer), 1659–1691, політик
3. Бернар ле Бує де Фонтанель (Bernard le Bouyer de Fontenelle), 1691–1757, драматург і філософ
4. Антуан-Луї Сеґіє (Antoine-Louis Séguier), 1757–1792, юрист
5. Жак-Анрі Бернарден де Сен-П'єр (Jacques-Henri Bernardin de Saint-Pierre), 1803–1814, письменник, ботанік
6. Етьєн Еньан (Étienne Aignan), 1814–1824, журналіст і драматург
7. Александр Суме (Alexandre Soumet), 1824–1845, поет і драматург
8. Лідовик Віте (Ludovic Vitet), 1845–1873, археолог
9. Елм-Марі Каро (Elme-Marie Caro), 1874–1887, філософ
10. Поль-Габріель д'Осонвіл (Paul-Gabriel d'Haussonville), 1888–1924, політик і юрист
11. Огюст-Арман де ла Форс (Auguste-Armand de la Force), 1925–1961 історик
12. Жозеф Кесел (Joseph Kessel), 1962-1979, журналіст і літератор
13. Мішель Друа (Michel Droit), 1980–2001, літератор
14. П'єр Нора (Pierre Nora), 2001-2025, історик

## Крісло 28
1. Жан-Луї Гез де Бальзак (Jean-Louis Guez de Balzac), 1634–1654, есеїст
2. Поль-Філіпп Ардуен де Перефікс (Paul-Philippe Hardouin de Péréfixe), 1654–1670, священник й історик
3. Франсуа Арле де Шанваллон (François Harlay de Champvallon), 1671–1695, священник
4. Андре Дасьє (André Dacier), 1695–1722, філолог і перекладач
5. Гійом Дюбуа (Guillaume Dubois), 1722–1723, священник і політик
6. Шарль-Жан-Франсуа Ено (Charles-Jean-François Hénault), 1723–1770, юрист
7. Шарль-Жюст де Бово (Charles-Just de Beauvau), 1771–1793, політик і військовоначальник
8. Філіпп-Антуан Мерлен де Дуе (Philippe-Antoine Merlin de Douai), 1803–1838, політик і адвокат; уклоньен указом
9. Антуан-Франсуа-Клод Феран (Antoine-François-Claude Ferrand), 1816–1825, юрист, поет, історик і драматург
10. Казімір Делавінь (Casimir Delavigne), 1825–1843, поет і драматург
11. Шарль Оґюстен Сент-Бев (Charles-Augustin Sainte-Beuve), 1844–1869, есеїст і поет
12. Жуль Жанен (Jules Janin), 1870–1874, прозаїк і критик
13. Жон Лемуан (John Lemoinne), 1875–1892, дипломат і журналіст
14. Фердінан Брінетьєр (Ferdinand Brunetière), 1893–1906, історик літератури і критик, есеїст
15. Анрі Барбу (Henri Barboux), 1907–1910, адвокат
16. Анрі Ружон (Henry Roujon), 1911–1914, урядовець, есеїст і прозаїк
17. Луї Барту (Louis Barthou), 1918–1934, політик, юрист, історик й історик літератури
18. Клод Фарер (Claude Farrère), 1935–1957, прозаїк, есеїст й історик
19. Анрі Труая (Henri Troyat), 1959–2007, прозаїк, історик й історик літератури
20. Жан-Крістоф Рюфен, з 2008, прозаїк

## Крісло 29
1. П'єр Барден (Pierre Bardin), 1634–1635, філософ і математик
2. Нікола Бурбон (Nicolas Bourbon), 1637–1644, неолатинський поет, еллініст, священник
3. Франсуа-Анрі Саломон де Вірлад (François-Henri Salomon de Virelade), 1644–1670, юрист
4. Філіпп Кіно (Philippe Quinault), 1670–1688, поет і драматург
5. Франсуа де Кальєр (François de Callières), 1688–1717, філолог
6. Андре-Еркіл де Флері (André-Hercule de Fleury), 1717–1743, священник і політик
7. Поль д'Альбер де Ліне (Paul d'Albert de Luynes), 1743–1788, священник
8. Жан-П'єр Кларі де Флоріан (Jean-Pierre Claris de Florian), 1788–1794, поет, драматург і прозаїк
9. Жан-Франсуа Каява (Jean-François Cailhava), 1803–1813, драматург, поет і критик
10. Жозеф Мішо (Joseph Michaud), 1813–1839, журналіст й історик
11. Марі-Жан-П'єр Флуран (Marie-Jean-Pierre Flourens), 1840–1867, фізіолог
12. Клод Бернар (Claude Bernard), 1868–1878, лікар
13. Ернест Ренан (Ernest Renan), 1878–1892, філософ
14. Поль-Арман Шальмель-Лакур (Paul-Armand Challemel-Lacour), 1893–1896, політик і дипломат
15. Габріель Аното (Gabriel Hanotaux), 1897–1944, політик, дипломат й історик
16. Андре Зігфрід (André Siegfried), 1944–1959, історик і географ
17. Анрі де Монтерлан (Henry de Montherlant), 1960–1972, драматург, прозаїк і есеїст
18. Клод Леві-Строс (Claude Lévi-Strauss), (1973—2009), антрополог, засновник структуралізму.
19. Амін Маалуф (Amin Maalouf), (1949), письменник.

## Крісло 30
1. Онора де Ракан (Honorat de Bueil, seigneur de Racan), 1634—1670, поет
2. Франсуа-Серафен Ренье-Демаре (François-Séraphin Régnier-Desmarais), 1670—1713, священник і граматик
3. Бернар де Ла Монуа (Bernard de La Monnoye), 1713—1728, філолог і критик
4. Мішель Понсе де Ла Рів'єр (Michel Poncet de La Rivière), 1728—1730, священник
5. Жак Ардіон (Jacques Hardion), 1730—1766, історик
6. Антуан-Леонар Тома (Antoine-Léonard Thomas), 1766—1785, поет
7. Жак-Антуан-Іполіт де Гібер (Jacques-Antoine-Hippolyte de Guibert), 1785—1790, драматург
8. Жан-Жак-Режі де Канбасере (Jean-Jacques-Régis de Cambacérès), 1803- виключений в 1816, політик; помер 1824
9. Луї-Габріель (Louis-Gabriel, vicomte de Bonald), 1816—1840, філософ, публіцист
10. Жак-Франсуа Ансело (Jacques-François Ancelot), 1841—1854, поет, прозаїк, драматург
11. Ернест Легуве (Ernest Legouvé), 1855—1903, поет, прозаїк, драматург
12. Рене Базен (René Bazin), 1903—1932, прозаїк і есеїст
13. Теодор Гослен (Théodore Gosselin), 1932—1935, історик, що писав під псевдонімом Ле Нотр
14. Жорж Дюамель (Georges Duhamel), 1935—1966, прозаїк, есеїст, драматург
15. Моріс Дрюон (Maurice Druon), 1966—2009, прозаїк й політик
16. Даніель Сальнав, прозаїк, публіцист, перекладач

## Крісло 31
1. П'єр де Буаса (Pierre de Boissat), 1634–1662, військовоначальник
2. Антуан Фюретьєр (Antoine Furetière), 1662–1685, поет, прозаїк; виключений, помер 1688.
3. Жан де Ла Шапель (Jean de La Chapelle), 1688–1723, поет
4. П'єр-Жозеф Туліє д'Оліве (Pierre-Joseph Thoulier d'Olivet), 1723–1768, священник і філолог
5. Етьєн Боно де Кондіяк (Étienne Bonnot de Condillac), 1768–1780, священник і філософ
6. Луї-Елізабет де ла Вернь де Тресан (Louis-Élisabeth de La Vergne de Tressan), 1780–1783, поет і фізик
7. Жан-Сілвен Баї (Jean-Sylvain Bailly), 1783–1793, математик; страчений на гільйотині
8. Еммануель-Жозеф Сієс (Emmanuel-Joseph Sieyès), 1803–1816, священник, есеїст і дипломат; помер 1836.
9. Трофім-Жерар де Лалі-Толендаль (Trophime-Gérard de Lally-Tollendal), 1816–1830, політик
10. Жан-Батіст Сансон де Понжервіль (Jean-Baptiste Sanson de Pongerville), 1830–1870, поет
11. Зав'є Мармьє (Xavier Marmier), 1870–1892, прозаїк і поет
12. Анрі де Борньє (Henri de Bornier), 1893–1901, драматург і поет
13. Едмон Ростан (Edmond Rostand), 1901–1918, драматург і поет
14. Жозеф Бедьє (Joseph Bédier), 1920–1938, філолог
15. Жером Таро (Jérôme Tharaud), 1938–1953, прозаїк
16. Жан Кокто (Jean Cocteau), 1955–1963, прозаїк, драматург, поет, хореограф, маляр і кінорежисер
17. Жак Ріф (Jacques Rueff), 1964–1978, економіст і державний службовець
18. Жан Дютур (Jean Dutourd), 1978-2011, прозаїк
19. Майкл Едвардс з 2013, поет, літературний критик

## Крісло 32
1. Клод Фавр де Вожлас (Claude Favre de Vaugelas), 1634–1650, філолог
2. Жорж де Скюдері (Georges de Scudéry), 1650–1667, поет, драматург і прозаїк
3. Філіпп де Данжо (Philippe de Dangeau), 1667–1720, військовоначальник і дипломат
4. Луї Франсуа Арман дю Плесі де Рішелье (Louis-François-Armand du Plessis de Richelieu), 1720–1788, політик, військовоначальник
5. Франсуа-Анрі д'Аркур (François-Henri d'Harcourt), 1788–1802, військовоначальник
6. Люсьєн Бонапарт (Lucien Bonaparte), 1803–1816, політик. іскльучен по указу.
7. Луї-Сімон Оже (Louis-Simon Auger), 1816–1829, журналіст і драматург
8. Шарль-Гійом Етьєн (Charles-Guillaume Étienne), 1829–1845 (див. також: Крісло 25), поет і драматург
9. Альфред де Віньї (Alfred de Vigny), 1845–1863, поет
10. Каміль Дусе (Camille Doucet), 1865–1895, поет і драматург
11. Шарль Коста де Борегар (Charles Costa de Beauregard), 1896–1909, історик і політик
12. Іполіт Ланглуа (Hippolyte Langlois), 1911–1912, військовоначальник
13. Еміль Бутру (Émile Boutroux), 1912–1921, філософ історик філософіє
14. П'єр де Нолак (Pierre de Nolhac), 1922–1936, історик, історик мистецтва і поет
15. Жорж Грант (Georges Grente), 1936–1959, священник, історик і есеїст
16. Анрі Масі (Henri Massis), 1960–1970, есеїст, історик літератури і критик
17. Жорж Ізар (Georges Izard), 1971–1973, політик, адвокат, журналіст і есеїст
18. Робер Арон (Robert Aron), 1974–1975, історик і есеїст
19. Моріс Рем (Maurice Rheims), 1976–2003, прозаїк й історик мистецтва
20. Ален Роб-Ґріє (Alain Robbe-Grillet), 2004-2008, прозаїк і кінорежисер
21. Франсуа Веєрган, 2009-2019, прозаїк, кінорежисер
22. Паскаль Орі, історик, з 2021.

## Крісло 33
1. Венсан Вуатюр (Vincent Voiture), 1634–1648, поет
2. Франсуа-Ед де Мезере (François-Eudes de Mézeray), 1648–1683, юрист
3. Жан Барб'є д'Окур (Jean Barbier d'Aucour), 1683–1694, юрист
4. Франсуа де Клермон-Тонер (François de Clermont-Tonnerre), 1694–1701, священник
5. Нікола де Малезьє (Nicolas de Malézieu), 1701–1727, учитель і поет
6. Жан Бує (Jean Bouhier), 1727–1746, юрист і археолог
7. Вольтер (François-Marie Arouet dit Voltaire), 1746–1778, письменник, історик, філософ
8. Жан Франсуа Дюсі (Jean-François Ducis), 1778–1816, поет і драматург
9. Ремон де Сез (Raymond de Sèze), 1816–1828, юрист
10. Проспер Бріжєр (Prosper Brugière, baron de Barante), 1828–1866, політик
11. Жозеф Гратрі (Joseph Gratry), 1867–1872, священник і філософ
12. Сен-Рене Таяндьє (Saint-René Taillandier), 1873–1879, політик
13. Максим Дю Кан (Maxime Du Camp), 1880–1894, есеїст і прозаїк
14. Поль Бурже (Paul Bourget), 1894–1935, прозаїк, поет і драматург
15. Едмон Жалу (Edmond Jaloux), 1936–1949, прозаїк, літературний критик й історик
16. Жан-Луї Водуає (Jean-Louis Vaudoyer), 1950–1963, прозаїк, поет, есеїст й історик мистецтва
17. Марсель Бріон (Marcel Brion), 1964–1984, прозаїк, есеїст й історик мистецтва
18. Мішель Мор (Michel Mohrt), 1985-2011, урядовець, есеїст, прозаїк й історик літератури
19. Домінік Бона, з 2013, письменниця, прозаїк

## Крісло 34
1. Онора де Поршер Лог'є (Honorat de Porchères Laugier), 1634–1653, поет
2. Поль Пелісон (Paul Pellisson), 1653–1693, історик
3. Франсуа Фенелон (François de Salignac de La Mothe Fénelon), 1693–1715, священник і есеїст
4. Клод Гро де Боз (Claude Gros de Boze), 1715–1753, ерудит і нумізмат
5. Луї де Бурбон Конде де Клермон (Louis de Bourbon Condé de Clermont), 1753–1771, священник
6. П'єр-Лоран Бірет де Белуа (Pierre-Laurent Buirette de Belloy), 1771–1775, драматург і актор
7. Емануель-Фелісіте де Дюрфор де Дюрас (Emmanuel-Félicité de Durfort de Duras), 1775–1789, політик і військовоначальник
8. Доміник-Жозеф Гара (Dominique-Joseph Garat), 1803–1816, політик, адвокат і філософ. виключений, поновлений в 1829, помер у 1833.
9. Луї-Франсуа де Босе (Louis-François de Bausset), 1816–1824, священник і політик
10. Іясент-Луї де Келан (Hyacinthe-Louis de Quélen), 1824–1839, священник
11. Матьє Моле (Mathieu Molé), 1840–1855, політик
12. Фредерік-Альфред де Фалу (Frédéric-Alfred de Falloux), 1856–1886, політик й історик
13. Октав Греар (Octave Gréard), 1886–1904, урядовець, історик літератури і критик
14. Еміль Гебар (Émile Gebhart), 1904–1908, історик мистецтва, історик літератури і критик
15. Раймон Пуанкаре (Raymond Poincaré), 1909–1934, політик, юрист і есеїст
16. Жак Бенвіль (Jacques Bainville), 1935–1936, історик і журналіст
17. Жозеф де Пекіду (Joseph de Pesquidoux), 1936–1946, прозаїк і есеїст
18. Моріс Женевуа (Maurice Genevoix), 1946–1980, прозаїк
19. Жак де Бурбон Бюссе (Jacques de Bourbon Busset), 1981–2001, політик, есеїст
20. Франсуа Чен (François Cheng), 2002, поет і перекладач

## Крісло 35
1. Анрі-Луї Абер де Монмор (Henri-Louis Habert de Montmort), 1634–1679, ерудит і літератор
2. Луї Ірлан де Лаво (Louis Irland de Lavau), 1679–1694, священник
3. Жан-Франсуа-Поль Ле Февр де Комартен (Jean-François-Paul Lefèvre Caumartin), 1694–1733, священник
4. Франсуа-Огюстен Параді де Монкріф (François-Augustin Paradis de Moncrif), 1733–1770, поет, музикант і драматург
5. Жан-Арман де Роклор (Jean-Armand de Roquelaure), 1771–1818, священник
6. Жорж Кюв'є (Georges Cuvier), 1818–1832, палеонтолог
7. Андре Дюпен (André Dupin), 1832–1865, політик і адвокат
8. Альфред-Огюст Кювільє-Флері (Alfred-Auguste Cuvillier-Fleury), 1866–1887, історик і літературний критик
9. Жуль Клареті (Jules Claretie), 1888–1913, прозаїк, драматург, літературний критик
10. Жозеф Жоффр (Joseph Joffre), 1918–1931, політик і воєначальник.
11. Максим Вейган (Maxime Weygand), 1931–1965, воєначальник.
12. Луї Лепренс-Ренґе (Louis Leprince-Ringuet), 1966–2000, фізик, інженер телекомунікацій, історик науки й есеїст
13. Ів Пулікан (Yves Pouliquen), лікар
14. Антуан Компаньон (Antoine Compagnon), французький літературознавець. Обраний 2022 року.

## Крісло 36
1. Марен Кіро де Ла Шамбр (Marin Cureau de La Chambre), 1634–1669, лікар і філософ
2. П'єр Кіро де Ла Шамбр (Pierre Cureau de La Chambre), 1670–1693, священник
3. Жан де Лабрюєр (Jean de La Bruyère), 1693–1696, письменник-мораліст
4. Клод Флері (Claude Fleury), 1696–1723, священник
5. Жак Адам (Jacques Adam), 1723–1735, філолог
6. Жозеф Сеґі (Joseph Séguy), 1736–1761, священник
7. Луї Рене Едуар (Louis René Édouard, cardinal de Rohan), 1761–1803, священник, політик, філософ і поет
8. Жан Девен (Jean Devaines), 1803, державний урядовець
9. Еваріст де Форж де Парні (Évariste de Forges de Parny), 1803–1814, поет
10. Віктор-Жозеф-Етьєн де Жуй (Victor-Joseph-Étienne de Jouy), 1815–1846, журналіст, критик і драматург
11. Адольф-Жозеф Семоні Ампі (Adolphe-Joseph Simonis Empis), 1847–1868, поет і драматург
12. Огюст Барб'є (Auguste Barbier), 1869–1882, поет
13. Адольф Перо (Adolphe Perraud), 1882–1906, священник
14. Франсуа-Дезіре Матьє (François-Désiré Mathieu), 1906–1908, священник й історик
15. Луї Дюшен (Louis Duchesne), 1910–1922, священник, історик і філолог
16. Анрі Бремон (Henri Brémond), 1923–1933, священник, історик літератури й літературний критик
17. Андре Бельсор (André Bellessort), 1935–1942, есеїст, літературний критик, історик й історик літератури
18. Рене Грусе (René Grousset), 1946–1952, історик мистецтва
19. П'єр Гаксот (Pierre Gaxotte), 1953–1982, історик і журналіст
20. Жак Сустель (Jacques Soustelle), 1983–1990 етнолог, політик і есеїст
21. Жан-Франсуа Деніо (Jean-François Deniau), 1990–2007, політик, есеїст і прозаїк
22. Філіпп Босан (Philippe Beaussant), 2007-2016, музиколог і прозаїк
23. Барбара Кассен (Barbara Cassin), з 2018, філософ, філолог, перекладачка

## Крісло 37
1. Даніель Е дю Шатле де Шамбон (Daniel Hay du Chastelet de Chambon), 1635–1671, священник і математик
2. Жак-Бенінь Босюе (Jacques-Bénigne Bossuet), 1671–1704, священник й історик
3. Мельшіор де Поліньяк (Melchior de Polignac), 1704–1741, священник, політик, філософ і поет
4. Оде-Жозеф Жірі (Odet-Joseph Giry), 1741–1761, священник
5. Шарль Бате (Charles Batteux), 1761–1780, священник
6. Антуан-Марен Лем'єр (Antoine-Marin Lemierre), 1780–1793, поет і драматург
7. Фелікс-Жульєн-Жан Біго де Преамне (Félix-Julien-Jean Bigot de Préameneu), 1803–1825, політик і юрист
8. Матьє де Монморансі (Mathieu de Montmorency), 1825–1826, політик і дипломат
9. Александар Гіро (Alexandre Guiraud), 1826–1847, драматург, поет і прозаїк
10. Жан-Жак Ампер (Jean-Jacques Ampère), 1847–1864, історик літератури
11. Люсьєн-Анатоль Прево-Парадо (Lucien-Anatole Prévost-Paradol), 1865–1870, літературний критик
12. Каміль Русе (Camille Rousset), 1871–1892, історик
13. Поль Тіро-Данжен (Paul Thureau-Dangin), 1893–1913, історик
14. П'єр де Ла Горс (Pierre de La Gorce), 1914–1934, історик, юрист
15. Моріс де Бройлі (Maurice de Broglie), 1934–1960, фізик
16. Ежен Тісеран (Eugène Tisserant), 1961–1972, священник і філософ
17. Жан Даніелу (Jean Daniélou), 1972–1974, священник, теолог, історик і есеїст
18. Робер-Амбруаз-Марі Каре (Robert-Ambroise-Marie Carré), 1975–2004, священник
19. Рене Жірар (René Girard), 2005-2015, філософ
20. Мішель Зенк, з 2017, прозаїк, есеїст, філолог-медієвіст

## Крісло 38
1. Оже де Молеон де Граньє (Auger de Moléon de Granier), 1635–1636, імовірно священник; помер 1650
2. Балтазар Баро (Balthazar Baro), 1636–1650, драматург і поет
3. Жан Дужа (Jean Doujat), 1650–1688, юрист
4. Езеб Ренодо (Eusèbe Renaudot), 1688–1720, священник
5. Анрі-Емануель де Рокет (Henri-Emmanuel de Roquette), 1720–1725, священник
6. П'єр де Пардаян д'Антен (Pierre de Pardaillan d'Antin), 1725–1733, священник
7. Нікола-Франсуа Дюпре де Сен Мор (Nicolas-François Dupré de Saint-Maur), 1733–1774, економіст і статистик
8. Кретьєн Гійом де Ламуаньон де Мальзерб (Chrétien Guillaume de Lamoignon de Malesherbes), 1775–1794, політик і юрист; страчений на гільотині
9. Франсуа Андріє (François Andrieux), 1803–1833, юрист, поет і драматург
10. Луї-Адольф Тьєр (Louis-Adolphe Thiers), 1833–1877, політик й історик
11. Анрі Мартен (Henri Martin), 1878–1883, історик
12. Фердінан де Лесепс (Ferdinand de Lesseps), 1884–1894, дипломат
13. Анатоль Франс (Anatole France), 1896–1924, прозаїк і есеїст
14. Поль Валері (Paul Valéry), 1925–1945, поет, філософ, есеїст і літературний критик
15. Анрі Мондор (Henri Mondor), 1946–1962, хірург, лікар, історик літератури і науки
16. Луї Арман (Louis Armand), 1963–1971, гірничий інженер, адміністратор і економіст
17. Жан-Жак Готьє (Jean-Jacques Gautier), 1972–1986, театральний критик, літератор, журналіст і есеїст
18. Жан-Луї Кюртіс (Jean-Louis Curtis), 1986–1995, прозаїк і есеїст
19. Франсуа Жакоб (François Jacob), 1996-2013, біолог
20. Марк Ламброн, з 2014, прозаїк, літературний критик

## Крісло 39
1. Луї Жірі, (Louis Giry), 1636–1665, адвокат
2. Клод Буає, (Claude Boyer), 1666–1698, священник, драматург і поет
3. Шарль-Клод Жане, (Charles-Claude Genest), 1698–1719, священник
4. Жан-Батіст Дюбо, (Jean-Baptiste Dubos), 1720–1742, священник й історик
5. Жан-Франсуа дю Беле дю Ренель, (Jean-François Du Bellay du Resnel), 1742–1761, священник
6. Бернар-Жозеф Сорен, (Bernard-Joseph Saurin), 1761–1781, адвокат і поет
7. Жан-Антуан-Нікола де Каріта, маркіз де Кондорсе, (Jean-Antoine-Nicolas de Caritat, marquis de Condorcet), 1782–1794, філософ і математик (отруївся в тюрмі)
8. Габріель Віяр, (Gabriel Villar), 1803–1826, священник
9. Шарль-Марі-Дорімон де Фелец, (Charles-Marie-Dorimond de Féletz), 1826–1850, священник
10. Дезіре Нізар, (Désiré Nisard), 1850–1888, есеїст
11. Ежен-Мельшіор де Вогюе, (Eugène-Melchior de Vogüé), 1888–1910, есеїст, історик, літературний критик і дипломат
12. Анрі де Реньє, (Henri de Régnier), 1911–1936, поет, прозаїк і есеїст
13. Жак де Лакретель, (Jacques de Lacretelle), 1936–1985, прозаїк
14. Бертран Пуаро-Дельпеш, (Bertrand Poirot-Delpech), 1986–2006, журналіст, есеїст і прозаїк
15. Жан Клер, (Jean Clair), обраний 2008, есеїст й історик мистецтва

## Крісло 40
1. Даніель де Прієзак (Daniel de Priézac), 1639–1662, професор права
2. Мішель Ле Клер (Michel Le Clerc), 1662–1691, адвокат
3. Жак де Турей (Jacques de Tourreil), 1692–1714, перекладач
4. Жан-Ролан Мале (Jean-Roland Mallet), 1714–1736, королівський прислужник (royal valet)
5. Жан-Франсуа Буає (Jean-François Boyer), 1736–1755, священник
6. Нікола Тірель де Буамон (Nicolas Thyrel de Boismont), 1755–1786, священник
7. Клод-Карломан де Рюлієр (Claude-Carloman de Rulhière), 1787–1791, дипломат, поет й історик
8. П'єр-Жан-Жорж Кабаніс (Pierre-Jean-Georges Cabanis), 1803–1808, лікар і фізіолог
9. Антуан-Луї-Клод де Трасі (Antoine-Louis-Claude de Tracy), 1808–1836, філософ
10. Франсуа Гізо (François Guizot), 1836–1874, політик й історик
11. Жан-Батіст Дюма (Jean-Baptiste Dumas), 1875–1884, політик і хімік
12. Жозеф Бертран (Joseph Bertrand), 1884–1900, математик й історик
13. Марселін Бертело (Marcellin Berthelot), 1900–1907, політик, хімік, есеїст й історик
14. Франсіс Шарм (Francis Charmes), 1908–1916, дипломат і журналіст
15. Жуль Камбон (Jules Cambon), 1918–1935, дипломат, адвокат, державний службовець
16. Люсьєн Лаказ (Lucien Lacaze), 1936–1955, адмірал
17. Жак Шатне (Jacques Chastenet), 1956–1978, журналіст, історик і дипломат
18. Жорж Дюмезіль (Georges Dumézil), 1978–1986, філолог й історик
19. П'єр-Жан Ремі (Pierre-Jean Rémy), 1988-2010, дипломат, прозаїк і есеїст
20. Ксав'є Даркос, з 2013, класичний філолог (латиніст), дипломат